# Abierto de Australia 1969
Lista de los campeones del Abierto de Australia de 1969:

## Individual masculino
Rod Laver (AUS) d. Andrés Gimeno (ESP), 6-2, 6-3, 6-3

## Individual femenino
Margaret Court (AUS) d. Billie Jean King (USA), 6-2, 6-2

## Dobles masculino
Rod Laver/Roy Emerson (AUS)

## Dobles femenino
Margaret Court (AUS)/Judy Tegart Dalton (AUS)

## Dobles mixto
Margaret Court (AUS)/Marty Riessen (USA) y Ann Haydon Jones (GBR)/Fred Stolle (AUS)
| Predecesor: 1968                           | Abierto de Australia 1969 | Sucesor: 1970                         |
| Predecesor: Abierto de Estados Unidos 1968 | Grand Slam 1969           | Sucesor: Torneo de Roland Garros 1969 |

- Datos: Q602116